# آروشات، هادورت
آروشات (به ارمنی: Արևաշատ) یک منطقهٔ مسکونی در جمهوری آرتساخ است که در استان هادروت واقع شده‌است. آروشات  ۱۸۰ نفر جمعیت دارد.